# Fender Jaguar Bass
A Jaguar Bass a Fender amerikai hangszergyártó cég 2005-ben bevezetett elektromos basszusgitárja. A hangszer felépítése gyakorlatilag megegyezik a Jazz Bass basszus, és a Jaguar elektromos gitárok kombinációjával. A Jaguar Bass a Jazz Bass testét és a Jaguar elektronikáját ötvözi. A Jaguar Bass nyaka vékony C-formájú, anyaga juhar, a testhez csavarozással rögzített. A két darab Vintage Jazz Bass hangszedő a Jaguarhoz hasonlóan széles szabályozási lehetőségekkel rendelkezik.
A Jaguar Bass mindössze két színben kapható: feketében és hot rod vörösben, ahol a fej is a test színére van festve. Ezen kívül Japánban kapható még sunburst és olympic white színekben is.

## Külső hivatkozások
- Fender.com – Jaguar bass
- The Higher Evolution of Off-set Waist Guitars – Fender Jaguar és Jazzmaster